# 25 mm Type 96
Il cannone da 25 mm Type 96 (九六式二十五粍高角機銃?,  Kyūroku-shiki nijyūgo-miri Kōkakukijū) era un cannone automatico antiaereo in calibro 25 mm e canna lunga 60 calibri, impiegato dalla Marina imperiale giapponese durante la seconda guerra mondiale. Il nome era dovuto all'anno di adozione da parte della Marina imperiale, anno imperiale 2596, corrispondente al 1936 del calendario gregoriano.

## Storia
Avendo incontrato diversi problemi con la sua arma antiaerea a corto raggio standard, il cannone automatico Vickers-Armstrong QF 2 lb da 40 mm, raffreddato ad acqua ed introdotto nel 1925, la Marina giapponese nel 1935 decise di sostituirlo con un'arma basata sulla mitragliera francese Hotchkiss da 25 mm. Dopo aver accuratamente esaminato l'arma in Francia, i giapponesi richiesero alcune modifiche in base alle loro esigenze ed acquistarono direttamente dalla Hotchkiss il cannone nella versione Type 94, cui seguì la versione Type 95.
I giapponesi eseguirono ulteriori modifiche, come l'uso di componenti in acciaio inossidabile per l'impiego sui sommergibili, la sostituzione di alcune componenti macchinate con altre in fusione, l'installazione sulla volata di un tromboncino spegnifiamma tipo Rheinmetall, che fungeva anche da freno di bocca. La nuova versione così ottenuta iniziò le prove nel 1936 e venne accettata dalla marina il 6 agosto dello stesso anno. L'arma, prodotto dall'Arsenale navale di Yokosuka, divenne l'arma standard per la difesa ravvicinata, sostituendo in affusti binati o trinati i precedenti cannoncini su tutte le unità della marina imperiale.

## Tecnica

### Bocca da fuoco
L'arma, funzionante a sottrazione di gas, era raffreddata ad aria e sparava ad una cadenza di tiro teorica di 220 colpi al minuto una munizione da 25 mm alla velocità alla volata di 900 m/s. La canna era lunga 1,50 m e pesava 43 kg. La rigatura era destrorsa costante a 12 principi, profondi 0,25 mm. La canna aveva una vita utile di circa 6.000 colpi; la sostituzione richiedeva soli 5 minuti.
L'azione a sottrazione di gas era regolabile per modificare il rateo di fuoco, che poteva essere impostato a 200, 220 o 250 colpi al minuto; la cadenza preimpostata di 220 era tuttavia teorica, in quanto le pause per la sostituzione dei caricatori la abbassava a 110 colpi al minuto. Il freno di sparo era costituito da due cilindri idraulici sottostanti la canna, ognuno lungo 43 cm, con 6,7 cm di diametro.
L'alimentazione avveniva tramite caricatori prismatici in lamiera d'acciaio, pesanti 7 kg, con una capacità di 15 cartucce. Essi venivano inseriti superiormente al castello dei singoli cannoncini, mentre i bossoli vuoti venivano espulsi inferiormente allo stesso.

### Impianti

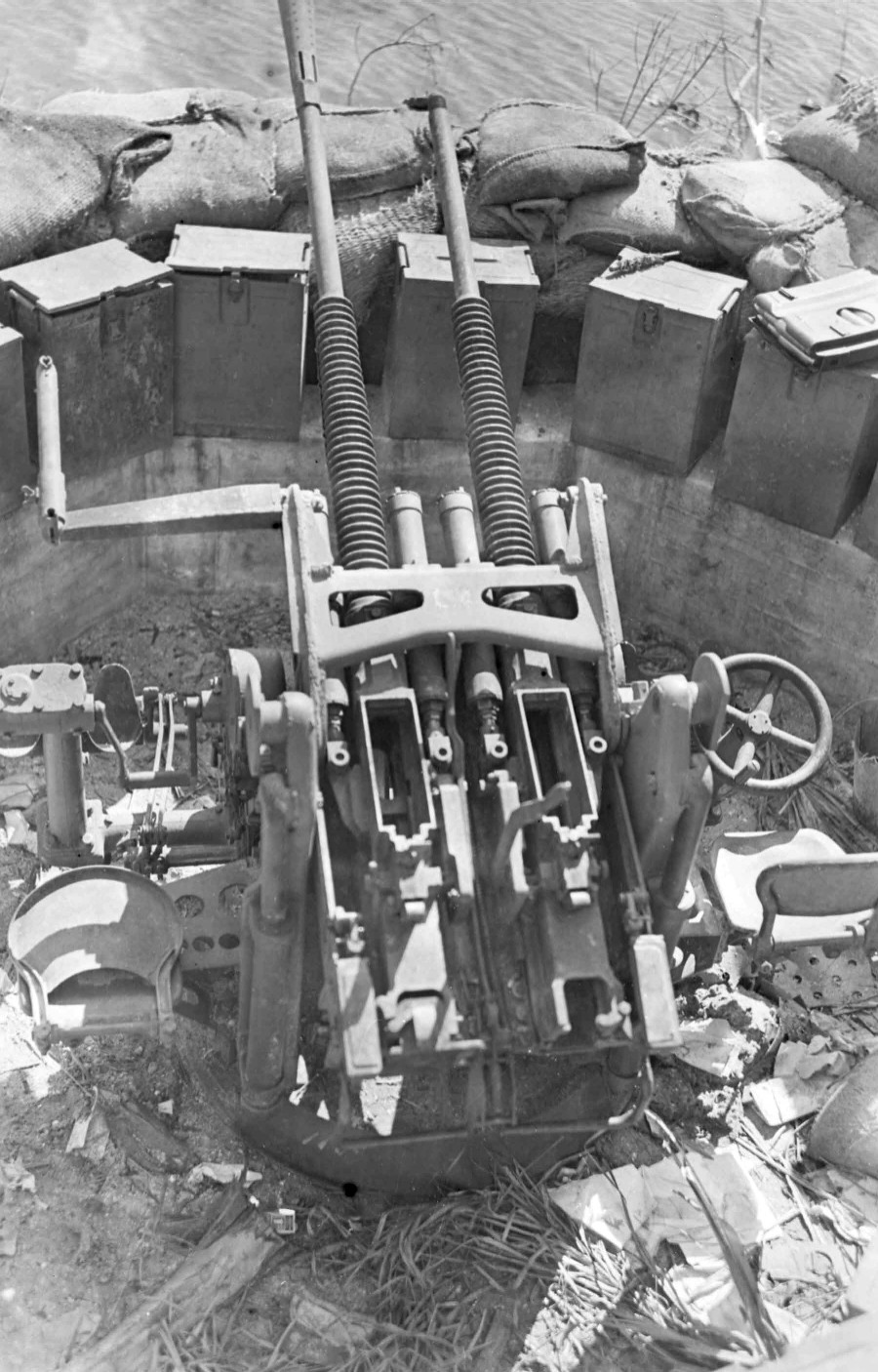
Impianto binato Type 96 installato a terra, catturato dagli americani nel 1944 a Guam. Davanti al sedile sinistro sono ben visibili le manovelle di elevazione ed i pedali di sparo, mentre sul destro è visibile il volantino di brandeggio. Gli anelli dei radiatori di raffreddamento coprono buona parte della lunghezza delle canne. L'arma è danneggiata: mancano completamente gli organi di mira nella postazione di destra ed il tromboncino spegnifiamma sul cannone di destra.

L'affusto binato fu il primo ad essere sviluppato, cui seguì nel 1941 l'impianto trinato ed infine, nel 1943, l'affusto singolo. L'impianto singolo pesava 785 kg, quello binato 1.100 kg e quello trinato 1.800 kg. Gli affusti normalmente non erano scudati, anche se su alcuni affusti multipli sulle navi da battaglia classe Yamato furono dotate di scudi d'acciaio. Su molte navi comunque le installazioni ricevettero protezioni antischeggia. 

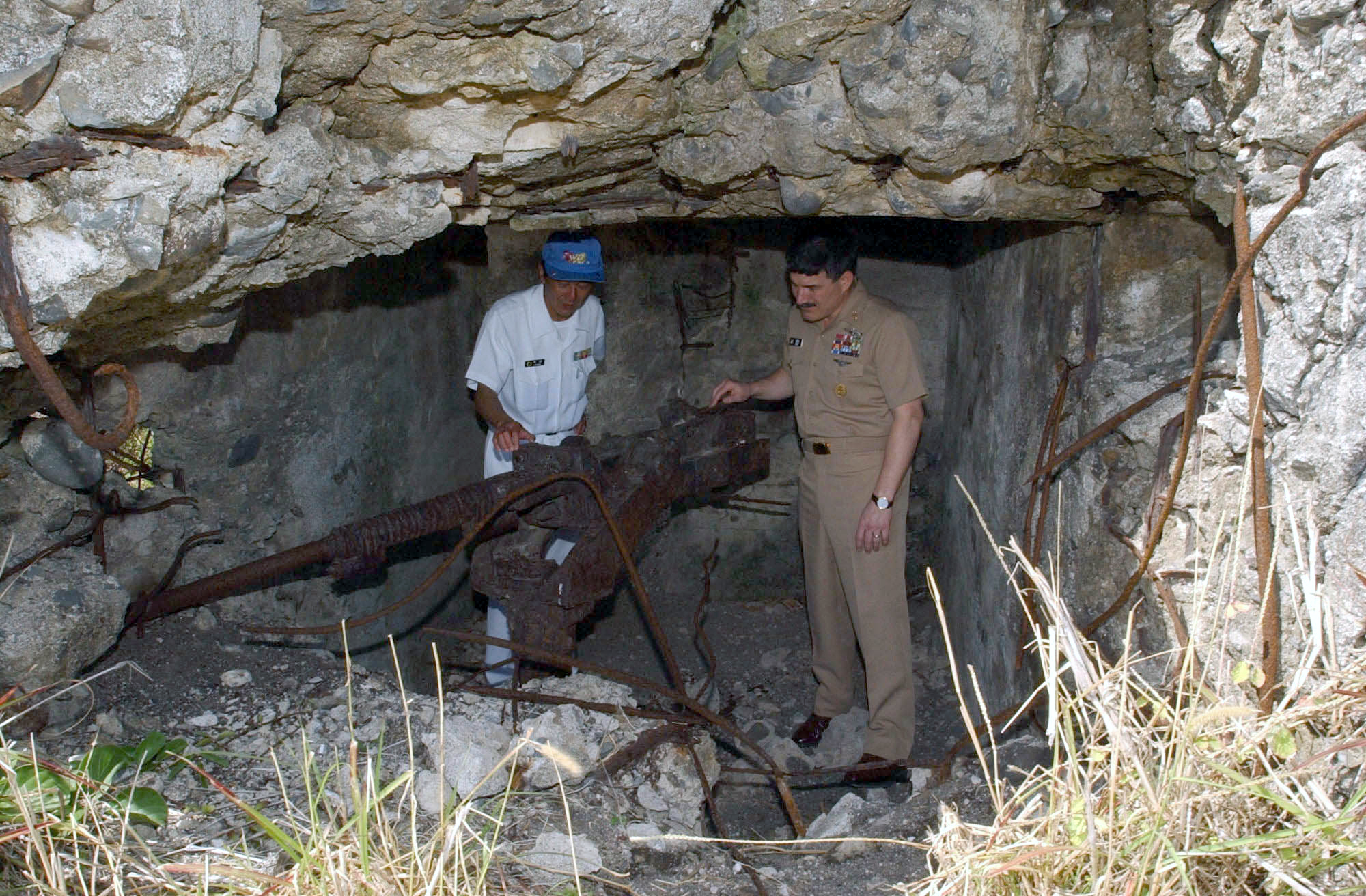
Un vecchio impianto singolo terrestre fisso Type 96, installato in un bunker ad Iwo Jima, ispezionato da un ufficiale US Navy nel marzo 2003. Il cannone vi venne installato come parte di un nido di mitragliatrici, non in funzione antiaerea ma contro le fanterie eventualmente sbarcate.

Gli affusti binati e trinati erano controllati da due uomini. Il primo tiratore, seduto sul lato sinistro, disponeva di due pedali di sparo: sull'impianto binato ogni pedale azionava un cannone, mentre su quello trinato un pedale azionava i cannoni esterni ed uno quello centrale; tramite una manovella inoltre controllava l'elevazione delle armi, fino a +80°. Il secondo tiratore sedeva sul lato destro dell'affusto e manovrava l'arma in brandeggio, tramite un volantino; ad ogni rotazione completa del volantino corrispondeva un angolo di brandeggio di 5° a destra o a sinistra. Gli affusti potevano ruotare ripetutamente su 360° liberamente, ad eccezione del Mod. 2 che si bloccava dopo 720°. In condizioni di emergenza il primo tiratore poteva controllare anche il brandeggio.
Gli affusti doppi e tripli disponevano anche di due piccoli motori elettrici per il brandeggio e l'elevazione. I motori da 1 hp, a 220 volt e 3,6 ampere, erano installati sotto i sedili dei tiratori.
L'affusto singolo necessitava di tre cannonieri per operare: 
- capopezzo
- tiratore per il puntamento ed il fuoco
- servente per la sostituzione del caricatore

Gli impianti binati invece erano operati da sette soldati:
- capopezzo
- tiratore per puntamento in elevazione ed il fuoco
- tiratore per azimuth
- quattro serventi (due per cannone) per la sostituzione dei caricatori

Gli impianti trinati, rispetto a quelli binati, avevano due serventi per il cannone in più, per un totale di nove cannonieri.

### Puntamento

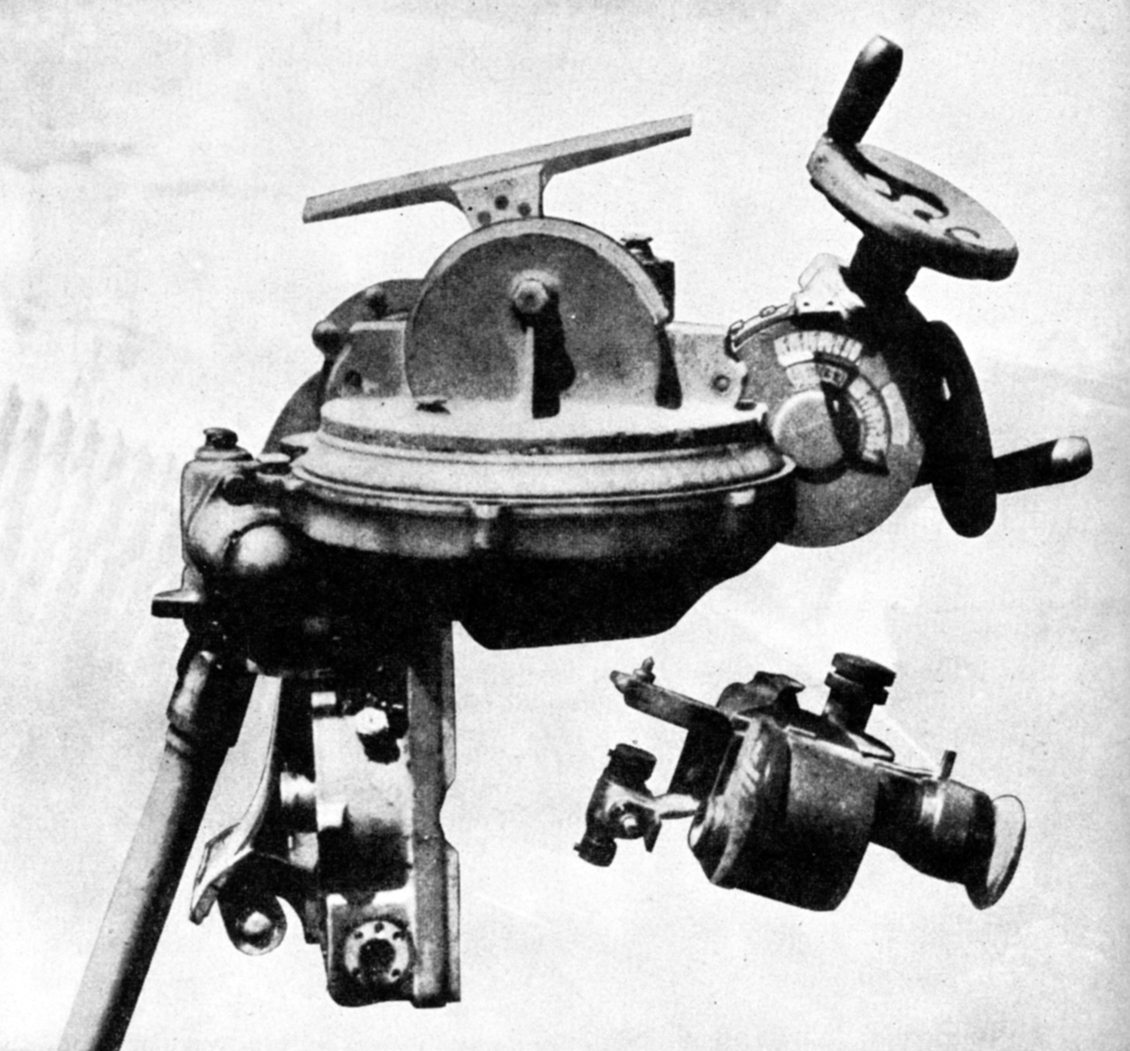
Calcolatore meccanico di tiro "Le Prieur".

Gli affusti normalmente erano dotati di uno dei seguenti tre organi di mira:
- calcolatore meccanico di tiro "Le Prieur"
- mirino ad anelli
- mirino in vetro ad anelli

Gli affusti terrestri e tutti gli impianti singoli usavano il mirino ad anelli. Gli impianti navali multipli con motori elettrici erano telecomandati dalla centrale di tiro della nave ed in questo caso le ottiche Type 95 erano usate solo in caso di emergenza. Queste ultime erano progettate per bersagli volanti ad una velocità massima di 600 km/h; l'esperienza dimostrò che gli aerei spesso superavano questa velocità e quindi fu aggiunto un anello esterno sulla mira per velocità fino a 900 km/h.

## Varianti

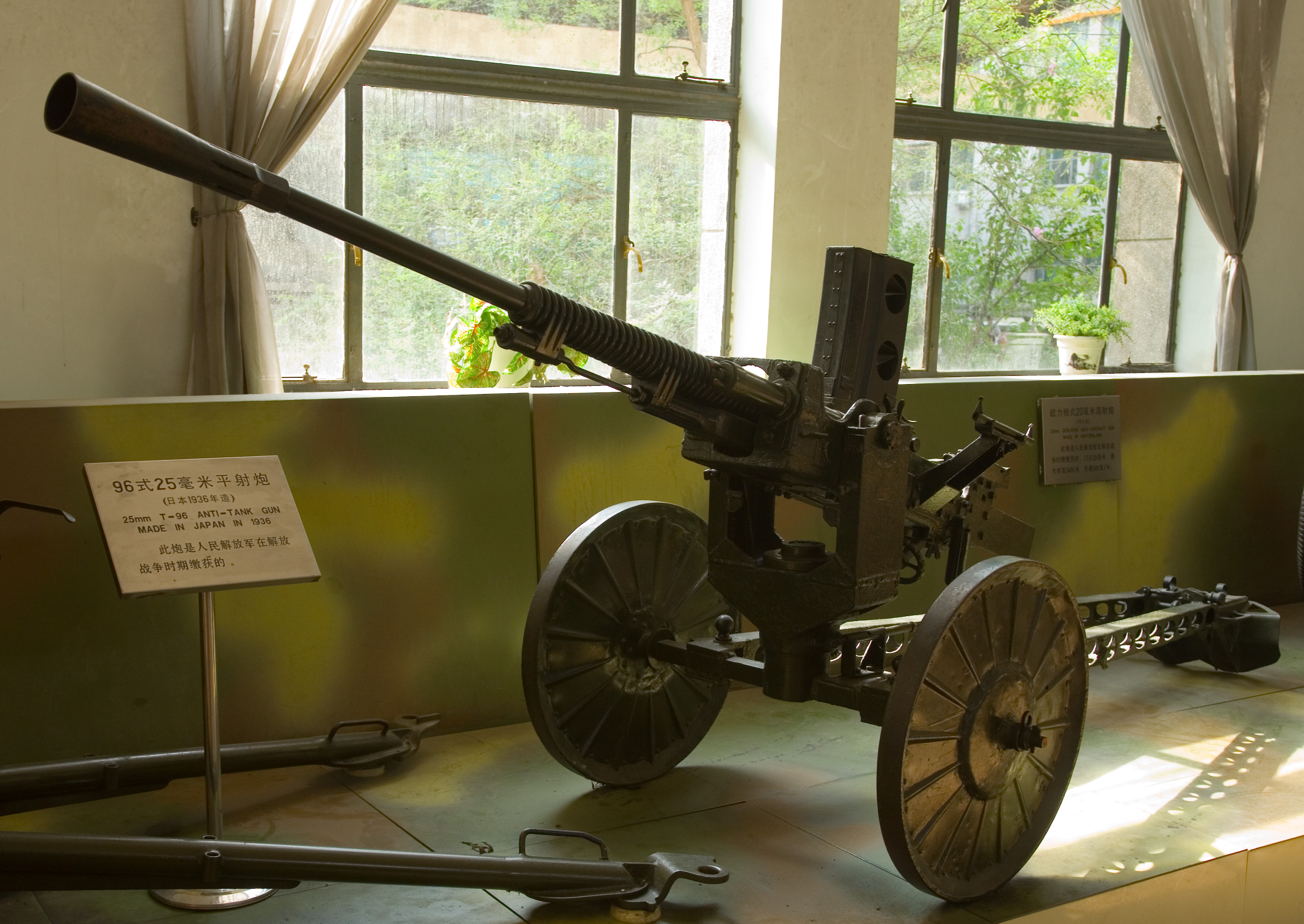
Affusto singolo terrestre ruotato esposto a Pechino.

- Type 94 - modello di produzione francese
- Type 95 - modello di produzione francese
- Type 96 - modello sviluppato e prodotto in Giappone
  - Type 96 Mod. 1 - usato su impianti navali e terrestri, singoli, binati e trinati. L'affusto singolo era a brandeggio libero, mentre gli affusti multipli avevano volantini di brandeggio.
  - Type 96 Mod. 2 - usato su impianti navali binati e trinati.
  - Type 96 Mod. 3 - usato su impianto navale singolo a brandeggio libero.
  - Type 96 Mod. 4 - usato su sommergibile in impianto singolo, binato e trinato. Il pezzo singolo poteva essere calato manualmente all'interno del battello. 
    - Type 96 Mod. 4-1 - usato su sommergibile in impianto singolo a brandeggio libero. Non poteva essere calato all'interno del battello.
    - Type 96 Mod. 4-2 - usato su sommergibile in impianto singolo a brandeggio libero. Poteva essere calato automaticamente (elettricamente) nel battello.

  - Type 96 Mod. 5 - usato su sommergibile in impianti binati e trinati con brandeggio a volantino.
  - Type 96 Mod. 6 - usato su affusto singolo terrestre su due ruote in acciaio.
  - Type 96 Mod. 8 - usato su affusto singolo terrestre su due ruote in acciaio.
  - Type 96 Mod. 10 - usato su torpediniera su affusto singolo ad anello con manovella di elevazione.

Alla fine della seconda guerra mondiale furono prodotte 33.000 mitragliere Type 96 per 20.000 affusti singoli, binati e trinati. La maggior parte di questi fu imbarcata sulle navi da guerra; la Yamato per esempio era armata con 152 pezzi su 40 affusti trinati e 32 singoli. Invece 2.500 armi equipaggiarono affusti terrestri fissi, per la difesa delle basi; solo 100 armi equipaggiarono affusti terrestri ruotati per uso campale.

## Munizionamento

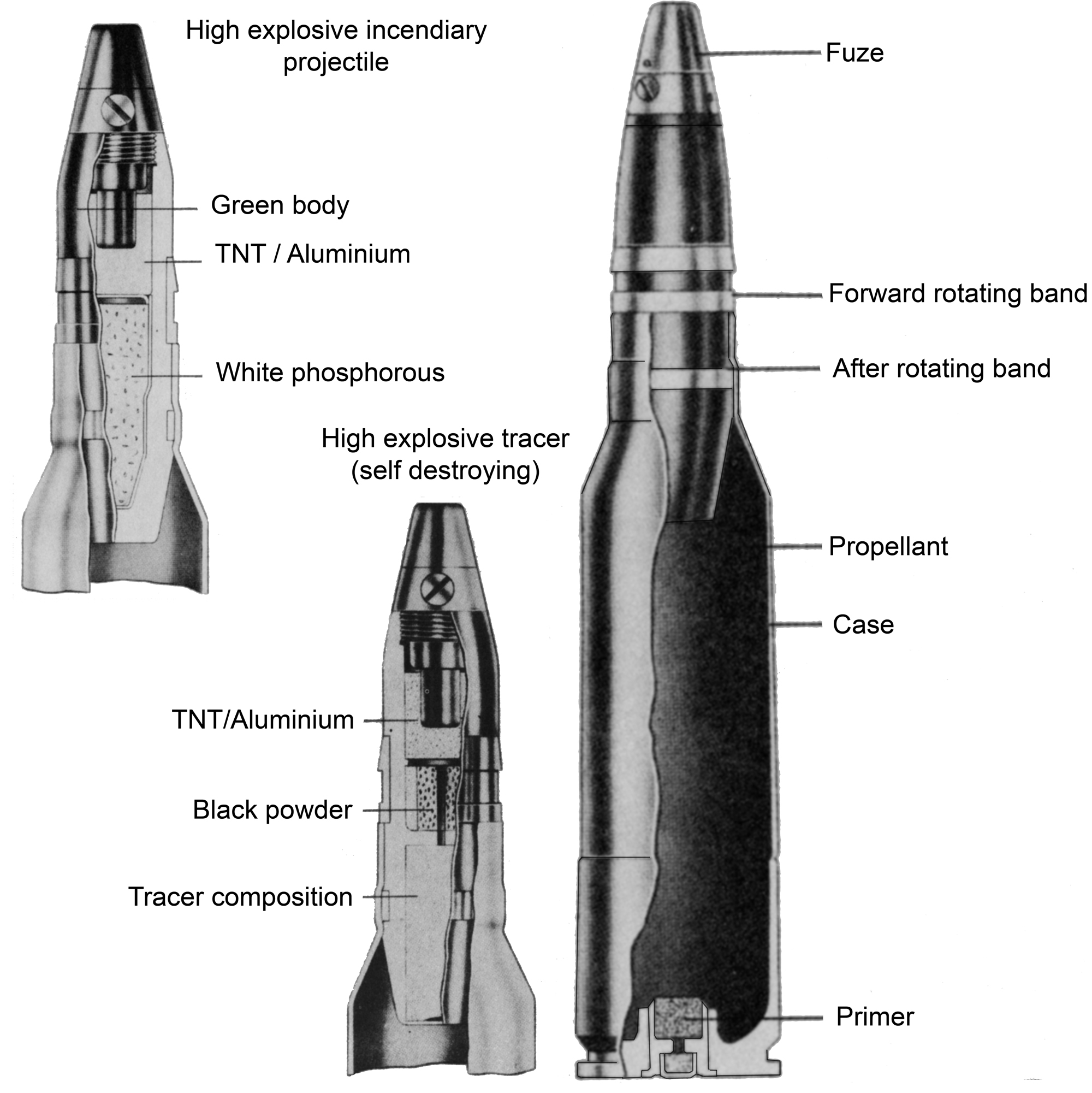
Munizione giapponese da 25 mm da un manuale post-bellico americano.

La cartuccia Type 96 utilizzava un bossolo rimless, con profondo solco per estrattore alla base. Il proiettile era alquanto inusuale in quanto dotato di due bande rotanti; la banda anteriore era leggermente più piccola in diametro rispetto a quella posteriore. Il bossolo era crimpato attorno alla banda rotante posteriore. La munizione completa pesava 820 g, dei quali 320 g rappresentati dal proiettile. La carica propellente era costituita da 102 g di nitrocellulosa, in granuli di circa 2 mm di diametro per 2,5-4,5 mm di lunghezza.
L'arma usava i seguenti tipi di munizione, distinte da un apposito codice colore:
- proiettile HE, corpo arancione
- proiettile HE incendiario, corpo verde
- proiettile HE tracciante, corpo arancione o rosso
- proiettile HE esplosivo tracciante autodistruggente, arancione o rosso
- proiettile perforante, corpo nero, bianco o blu.

## Efficacia

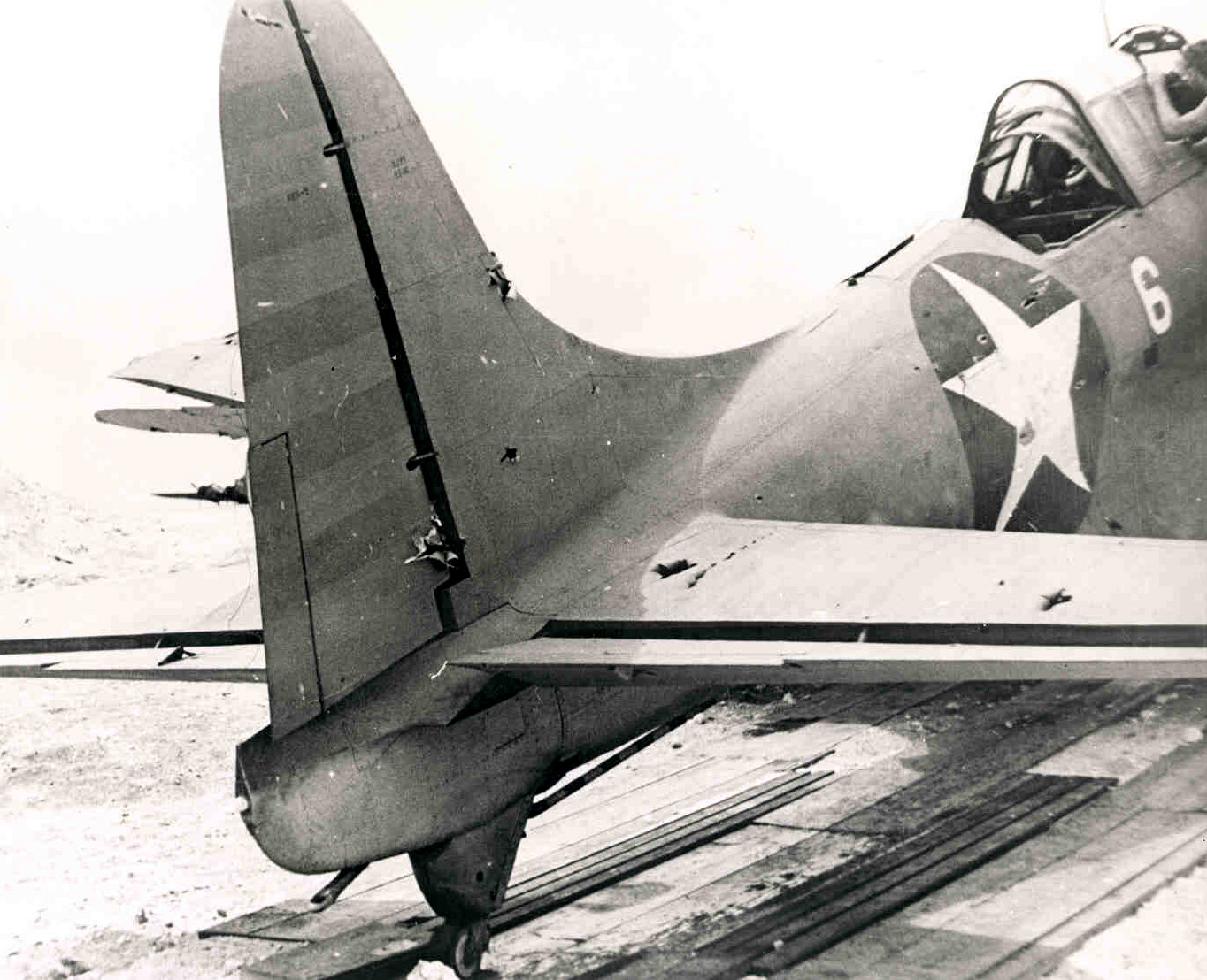
Un bombardiere in picchiata Douglas SBD Dauntless rientrato alla base durante la battaglia delle Midway dopo un attacco contro le navi giapponesi, nonostante i 219 fori da contraerea

Secondo interviste condotte da personale della Missione tecnica navale americana in Giappone dopo la guerra, il personale nipponico considerava la Type 96 l'arma antiaerea più affidabile, seconda invece per efficacia al cannone da 100 mm Type 98. L'efficacia del Type 96 era maggiore nel tiro ad una distanza di 1.000 m o inferiore. I giapponesi avevano stimato che fossero necessari in media 1.500 colpi per abbattere un aereo a 1.000 di quota e a 2.000 m di distanza, mentre il tiro oltre queste distanze era completamente inefficace. Quando a guerra inoltrata iniziò a farsi sentire la penuria di munizioni, venne autorizzato il tiro solo quando il bersaglio era a meno di 800 m e la media di colpi per abbattimento scese a solo 7 colpi.
Il Type 96 fu un'arma mediocre, penalizzata da una bassa velocità di elevazione e di brandeggio (anche sugli affusti trinati ad azionamento elettroidraulico), dalle eccessive vibrazioni e dalla vampata. Inoltre la capacità ridotta dei caricatori richiedeva frequenti interruzioni nel tiro per la loro sostituzione; inoltre non esistevano dispositivi di caricamento ed i caricatori dovevano essere riempiti manualmente. Come prestazioni, il Type 96 era paragonabile al cannone da 20 mm Oerlikon, mentre era di gran lunga inferiore al Bofors 40 mm impiegato dalla United States Navy in tutti i campi eccetto la cadenza di tiro (ma solo marginalmente: il Bofors poteva mantenere una cadenza sostenuta di 120 colpi al minuto grazie alla costante alimentazione tramite clip inserite superiormente, mentre i frequenti cambi di caricatore sul Type 96 in pratica dimezzava la cadenza di tiro teorica di 260 colpi al minuto).
A peggiorare la situazione intervenne la sempre maggiore carenza di munizioni, diventata cronica dopo la campagna di Bougainville. In alcune battaglie la Marina giapponese non disponeva di più di 10 colpi per arma. Inoltre emerse che il potere distruttivo delle munizioni da 25 mm spesso era insufficiente a causare gravi danni ai velivoli, tanto che, per esempio, durante la battaglia delle Midway, su 144 aerei americani andati perduti solo 5 abbattimenti furono addebitati alla contraerea giapponese.